# Mesoprionus besikanus
Mesoprionus besikanus, häufig noch Prionus besikanus genannt und fälschlicherweise auch besicanus statt besikanus geschrieben, ist ein Käfer aus der Familie der Bockkäfer und der Unterfamilie Prioninae. Die Gattung Mesoprionus wurde bis vor kurzem noch als Untergattung der Gattung Prionus geführt. Die in ganz Europa vertretene Art der Gattung Prionus ist der Sägebock Prionus Prionus coriacus. Mit diesem kann Mesoprionus besikanus auch leicht verwechselt werden. Neben Prionus coriacus und Mesoprionus besikanus im Südosten Europas findet man ganz im Osten Europas auch Mesoprionus asiaticus.

## Bemerkung zum Namen
Der Käfer wurde erstmals 1855 von Fairmaire unter dem Namen Prionus besikanus beschrieben. Der Wortteil besikanus nimmt auf den Fundort Bezug. Fairmaire erhielt den Käfer vom Schiffsarzt Vesco. Dieser fand das Insekt, als die französische und englische Mittelmeerflotte in der Bucht von Bésika  (gegenüber der Insel Tenedos, Türkei) vor Anker lag, um die Unterstützung des Osmanischen Reiches gegenüber Russland zu demonstrieren. (Der Konflikt führte zum Krimkrieg). Die Gattung Prionus (von altgr. πρίων „príon, príonos“ für „Säge“, Halsschild und Fühler sind stark gesägt) wurde 1887 von Jakowlew (Jakowleff, Jakovlev) in vier Untergattungen aufgeteilt. Die Untergattung Mesoprionus wurde hinter die Untergattung Prionus und vor die beiden anderen Untergattungen gestellt.  So erklärt sich der Name Mesoprionus (altgr. μέσο „meso“ für „mitten“).
Prionus batelkai und Prionus tangerianus, beide (Sláma 1956) werden als Synonyme zu Mesoprionus besikanus eingestuft.
L. W. Schaufuß beschrieb 1879 ebenfalls einen Käfer mit dem Namen Prionus besikanus, der jedoch nicht mit unserem Käfer übereinstimmt.

## Eigenschaften des Käfers
|                                      |                                                          |
| Abb. 1: Aufsicht                     |                                                          |
|                                      |                                                          |
| Abb. 2: Unterkiefer mit Kiefertaster | Abb. 3:Unterlippe mit Lippen- tastern nach Migneaux 1868 |

| Vergleich Sägebock (cor) und Mesoprionus besikanus (bes)                                                                                          |                                                  |
| |                                                  |
| Abb. 4: Fühler vom Sägebock (links ♀, Mitte ♂) und Mesoprionus besikanus (rechts), Fühlerglieder 1,2,... Ausschnitte: Vergleich Länge L zu Breite |                                                  |
| |                                                  |
| Abb. 5: Umriss der linken Seite des Halsschilds nach Jakowleff 1887                                                                               | Abb. 6: Hintertarsen 1,3 Nummer des Tarsenglieds |

Der robuste Käfer wird 23 bis 32 Millimeter lang, die Weibchen sind durchschnittlich größer als die Männchen. Er wird hier hauptsächlich in Abgrenzung zum Sägebock (Prionus coriarius) beschrieben. Der Käfer ist höchstens matt glänzend, merkbar weniger glänzend als der Sägebock.
Der Kopf ist größer und grober als beim Sägebock. Über den Kopf verläuft eine Längsfurche und über der Oberlippe eine Querfurche. Letztere ist tiefer als beim Sägebock und reicht bis zur Einlenkung der Fühler. Die Anzahl der Fühlerglieder liegt in beiden Geschlechtern bei zwölf, während die Weibchen des Sägebocks nur elf Fühlerglieder haben (Abb. 4). Die Fühlerglieder sind im Querschnitt viel weniger rund als beim Sägebock, zur Fühlerspitze hin werden die Glieder flach. Ab dem dritten Fühlerglied sind die Glieder stark gezähnt, die Fortsätze, die die Zähne bilden, stehen etwa 45° zur Fühlerachse ab und umfassen nicht wie beim Sägebock die Basis des folgenden Segmentes. Die äußeren Fühlerglieder sind länger als breit, beim Sägebock breiter als lang (Abb. 4, Ausschnitte). Die Augen sind durch die Fühler stark nierenförmig ausgeschnitten und etwas größer als beim Sägebock. Die Mandibeln haben einen Innenzahn, der beim Sägebock fehlt. Den Bau der Unterkiefer zeigt Abb. 2, Abb. 3 stellt die Unterlippe mit Lippentaster dar.
Der dicht punktierte Halsschild ist schmaler als der des Sägebocks. Er ist wie auch beim Sägebock seitlich in zwei große Zähne ausgezogen. Im Vergleich zum Sägebock (Abb. 5) ist der vordere Zahn spitzer, der mittlere weiter abstehend und weniger nach hinten gekrümmt. Der Hinterwinkel ist stärker zugespitzt und weiter abstehend als beim Sägebock.
Die Flügeldecken sind sehr zerstreut und schwach punktiert und weniger runzelig als beim Sägebock. Nach hinten verjüngen sie sich stärker als beim Sägebock. Sie sind gemeinsam abgerundet. Der Nahtwinkel läuft in ein unscheinbares Zähnchen aus.
Die Unterseite des Brustabschnittes ist weniger dicht behaart als beim Sägebock.
Der Fortsatz des Hinterleibs, der sich nach vorn zwischen die Hinterhüften erstreckt, ist beim Weibchen schmal und dreieckig, aber etwas breiter als beim Sägebockweibchen. Er ist vorn nicht breit gerundet wie bei anderen Arten der Gattung. Nach hinten überragt das Abdomen die Flügeldecken nur wenig.
Die Tarsen der Hinterbeine sind schmal, die Lappen des dritten Gliedes zugespitzt, beim Sägebock (Abb. 6) dagegen breit zweilappig. Bei den anderen Beinen sind die Tarsen wie beim Sägebock, ihr drittes Glied mehr oder weniger breit zweilappig.

## Biologie
Zur Biologie des Käfers ist fast nichts bekannt. Bei einer Erhebung zur Insektenfauna in der Türkei wurde der Käfer in den Höhlungen alter Eichen in tausend bis tausendfünfhundert Metern Höhe gefunden. Aus Bulgarien wird der Käfer in Laubwäldern bis in Höhen von 1300 Metern gemeldet. Funde auf Kreta stammen aus den Monaten Mai und Juni. Die Entwicklung der Larven erfolgt möglicherweise in den Wurzeln von Platanen.

## Verbreitung
Der Käfer ist innerhalb Europas auf den Südosten beschränkt. Die Nordgrenze seiner Verbreitung verläuft durch Bosnien-Herzegowina, Serbien und Bulgarien. Nördlich davon wurde er isoliert auch aus der Republik Moldau gemeldet. Der südlichste Punkt des Verbreitungsgebietes liegt auf Kreta. Außerhalb Europas ist die Art in der Türkei und auf Zypern zu finden. Eine Meldung von Sláma aus Nordafrika wurde von ihm selbst zurückgenommen.